# Содник високий
Содник високий (Suaeda altissima) — вид рослин з родини амарантових (Amaranthaceae), поширений у Єгипті, південній Європі, західній Азії, середній Азії.

## Опис
Однорічна рослина 25–100 см заввишки. Листки ниткоподібно-валькуваті. Квіткові клубочки на ніжках, відступають від пазухи листків. Насіння гладке, блискуче, зі слабко помітним сітчато-точковим малюнком.

## Поширення
Поширений у Єгипті, південній Європі, західній Азії, середній Азії.
В Україні вид зростає на солончаках і солонцях приморської смуги, в поливних культурах — у Причорномор'ї та Криму.